# Perfect Sisters
Perfect Sisters ist ein kanadisch-US-amerikanischer Krimi-Thriller aus dem Jahr 2014. Regie führte Stanley M. Brooks, das Drehbuch schrieben Fab Filippo und Adam Till. Der Film mit Abigail Breslin und Georgie Henley in den Hauptrollen basiert auf dem Buch The Class Project: How to Kill a Mother, das wiederum auf dem wahren Fall von Linda Andersen basiert. Premiere hatte der Film am 8. April 2014. In Deutschland erschien er am 24. April 2015 direkt auf DVD.

## Handlung
Die pubertierenden Schwestern Beth und Sandra sind unzertrennlich, aber mit ihren Leben unzufrieden und geben der alleinerziehenden alkoholsüchtigen Mutter die Schuld. Ihr Freund misshandelt sie und belästigt Beth. Daraufhin beschließen die Schwestern ihre Mutter zu töten und es wie einen Unfall aussehen zu lassen.

## Kritik
Der Film erhielt durchwachsene bis negative Kritiken. Bei Metacritic erhielt er einen Metascore von 44/100 basierend auf Rezensionen, bei Rotten Tomatoes sind 27 Prozent der 11 Kritiken positiv.
Mehrfach wurde kritisiert, dass der Film die Mädchen viel zu freundlich darstellt. So stelle der Film nicht dar, wie kaltherzig und berechnend sie waren.